# Matías Zunino
Paul Matías Zunino Escudero, noto semplicemente come Matías Zunino (Canelones, 20 aprile 1990), è un calciatore uruguaiano, centrocampista o difensore del Porongos.

## Caratteristiche tecniche
È un esterno destro che può giocare anche come terzino nella medesima fascia.

## Carriera

### Club
Cresciuto nel settore giovanile del Danubio, ha esordito in prima squadra il 25 aprile 2010 disputando l'incontro di Primera División Profesional de Uruguay perso 2-1 contro il Peñarol.

## Palmarès
- Torneo Intermedio: 2

Nacional: 2017, 2018
- Supercopa Uruguaya: 2

Nacional: 2019
Liverpool (M): 2023
- Campionato uruguaiano: 1

Nacional: 2019
- Supercoppa ecuadoriana: 2

LDU Quito: 2020, 2021